# Antonio Fayenz
Antonio Fayenz (Padova, 2 novembre 1899 – Padova, 16 agosto 1980) è stato un calciatore italiano.

## Carriera

### Club
Tra il 1919 ed il 1929 gioca per il Padova 174 partite, segnando 11 gol. L'ultima partita, Prato-Padova (1-3), è datata 17 marzo 1929.
Lasciato il Padova nel 1930, successivamente militò nel Bassano.
Il figlio Franco è stato uno dei maggiori e più noti critici di musica jazz italiani.

### Nazionale
Tra il 1925 ed il 1926 gioca 4 partite con la Nazionale italiana, debuttando contro la Francia il 22 marzo 1925 nella vittoria a Torino degli Azzurri per 7-0, in una gara in cui, secondo la Stampa, non aveva tradito le attese anche se aveva giocato fuori ruolo; gareggia anche contro Svizzera (per due volte) e Portogallo.

## Statistiche

### Cronologia presenze e reti in Nazionale
| Cronologia completa delle presenze e delle reti in nazionale ― Italia | Cronologia completa delle presenze e delle reti in nazionale ― Italia | Cronologia completa delle presenze e delle reti in nazionale ― Italia | Cronologia completa delle presenze e delle reti in nazionale ― Italia | Cronologia completa delle presenze e delle reti in nazionale ― Italia | Cronologia completa delle presenze e delle reti in nazionale ― Italia | Cronologia completa delle presenze e delle reti in nazionale ― Italia | Cronologia completa delle presenze e delle reti in nazionale ― Italia |
| Data                                                                  | Città                                                                 | In casa                                                               | Risultato                                                             | Ospiti                                                                | Competizione                                                          | Reti                                                                  | Note                                                                  |
| --------------------------------------------------------------------- | --------------------------------------------------------------------- | --------------------------------------------------------------------- | --------------------------------------------------------------------- | --------------------------------------------------------------------- | --------------------------------------------------------------------- | --------------------------------------------------------------------- | --------------------------------------------------------------------- |
| 22-3-1925                                                             | Torino                                                                | Italia                                                                | 7 – 0                                                                 | Francia                                                               | Amichevole                                                            | -                                                                     |                                                                       |
| 18-6-1925                                                             | Lisbona                                                               | Portogallo                                                            | 1 – 0                                                                 | Italia                                                                | Amichevole                                                            | -                                                                     |                                                                       |
| 18-4-1926                                                             | Zurigo                                                                | Svizzera                                                              | 1 – 1                                                                 | Italia                                                                | Amichevole                                                            | -                                                                     |                                                                       |
| 9-5-1926                                                              | Milano                                                                | Italia                                                                | 3 – 2                                                                 | Svizzera                                                              | Amichevole                                                            | -                                                                     |                                                                       |
| Totale                                                                |                                                                       | Presenze                                                              | 4                                                                     |                                                                       | Reti                                                                  | 0                                                                     |                                                                       |